# Anthony Talo
Anthony Talo (8 gennaio 1996) è un calciatore e giocatore di calcio a 5 salomonese.

## Carriera

### Calcio
Ha esordito nel 2016 coi Solomon Warriors, con cui ha preso parte da titolare a 3 partite della OFC Champions League 2016.

### Calcio a 5
Talo ha disputato due Coppe del Mondo con la nazionale salomonese. Nell'edizione thailandese, ha siglato la rete del definitivo 4-3 contro il Guatemala, prima vittoria in assoluto degli oceaniani nella rassegna iridata. Il gol rende inoltre Talo il secondo marcatore più giovane nella storia della Coppa del Mondo (16 anni e 306 giorni).